# Kanton Quercy-Aveyron
 Quercy-Aveyron  is een kanton van het Franse departement Tarn-et-Garonne. Het kanton maakt deel uit van het arrondissement Montauban.
In 2020 telde het 15.006 inwoners.

Het kanton werd gevormd ingevolge het decreet van 27 februari 2014 , met uitwerking op 22 maart 2015, met Albias als hoofdplaats.

## Gemeenten
Het kanton omvat volgende 15 gemeenten:.
- Albias
- Auty
- Cayrac
- L'Honor-de-Cos
- Lamothe-Capdeville
- Mirabel
- Molières
- Montalzat
- Montastruc
- Montfermier
- Montpezat-de-Quercy
- Piquecos
- Réalville
- Saint-Vincent-d'Autéjac
- Villemade